# Allegheny Foundry Company
Allegheny Foundry Company war eine US-amerikanische Gießerei sowie Hersteller von Automobilen.

## Unternehmensgeschichte
Das Unternehmen hatte seinen Sitz in Warren in Pennsylvania. 1904 begann die Produktion von Automobilen. Der Markenname lautete Allegheny. Konstrukteur war James A. Viele. 1906 endete die Produktion. Insgesamt entstanden zwei Fahrzeuge.

## Fahrzeuge
Das erste Fahrzeug hatte einen luftgekühlten Vierzylindermotor mit 24 PS Leistung. Sie wurde über ein Planetengetriebe und eine Kardanwelle auf die Hinterachse übertragen. Das Fahrzeug hatte Linkslenkung. Die Karosserie war die eines Roadsters. Viele Teile wurden in kleineren Betrieben in Warren gefertigt. Die Holzräder kamen von Salisbury aus Jamestown in New York. Der Zusammenbau erfolgte in der Allegheny Foundry Company im Dezember 1904.
Im Winter 1905/06 entstand das zweite Fahrzeug, das ein Bewohner von Warren kaufte. Dieses Mal stellte das Unternehmen das Fahrgestell sowie den Motor selber her. Der Vierzylindermotor war erneut luftgekühlt und leistete 68 PS. Die offene Karosserie des Tourenwagens kam aus Buffalo in New York.